# Кубок Футбольної асоціації Малайзії з футболу 2023
Кубок Футбольної асоціації Малайзії з футболу 2023 — 33-й розіграш кубкового футбольного турніру у Малайзії. Титул володаря кубка вдруге поспіль Джохор Дарул Тазім.

## Календар
| Раунд        | Дата              | Матчі | Клуби   |
| ------------ | ----------------- | ----- | ------- |
| Перший раунд | 8-25 березня 2023 | 4     | 20 → 16 |
| 1/8 фіналу   | 14-15 квітня 2023 | 8     | 16 → 8  |
| 1/4 фіналу   | 27-28 травня 2023 | 4     | 8 → 4   |
| 1/2 фіналу   | 25-26 червня 2023 | 2     | 4 → 2   |
| Фінал        | 22 липня 2023     | 1     | 2 → 1   |

## 1/8 фіналу
| Команда 1          | Рахунок | Команда 2        |
| ------------------ | ------- | ---------------- |
| 14 квітня 2023     |         |                  |
| Джохор Дарул Тазім | 3:0     | ПДРМ             |
| Теренггану         | 4:0     | Мелака (3)       |
| Манчжунг Сіті (3)  | 0:3     | Келантан         |
| Куала-Лумпур Сіті  | 2:0     | Іммігрейшн (3)   |
| 15 квітня 2023     |         |                  |
| Кучинг Сіті        | 0:4     | Пенанг           |
| Негері Сембілан    | 2:0     | ПІБ Шах Алам (3) |
| Селангор           | 4:0     | Срі Паханг       |
| Сабах              | 2:0     | Келантан Юнайтед |

## 1/4 фіналу
| Команда 1          | Рахунок | Команда 2         |
| ------------------ | ------- | ----------------- |
| 27 травня 2023     |         |                   |
| Теренггану         | 4:2     | Келантан          |
| Негері Сембілан    | 1:3     | Селангор          |
| 28 травня 2023     |         |                   |
| Джохор Дарул Тазім | 5:0     | Пенанг            |
| Сабах              | 1:2     | Куала-Лумпур Сіті |

## 1/2 фіналу
| Команда 1          | Рахунок      | Команда 2         |
| ------------------ | ------------ | ----------------- |
| 25 червня 2023     |              |                   |
| Теренггану         | 0:0 пен. 2:4 | Куала-Лумпур Сіті |
| 26 червня 2023     |              |                   |
| Джохор Дарул Тазім | 4:0          | Селангор          |

## Фінал
| 22 липня 2023 16:00 (EEST) |

| Джохор Дарул Тазім        | 2:0      | Куала-Лумпур Сіті |
| ------------------------- | -------- | ----------------- |
| Хонг Ван 66' Веласкес 74' | Протокол |                   |

| Султан Ібрагім Стедіум, Джохор-Бару Глядачів: 33 598 Арбітр: Назмі Насаруддін |